# Nakamurella deserti
Nakamurella deserti es una bacteria grampositiva del género Nakamurella. Fue descrita en el año 2019. Su etimología hace referencia a desierto. Es aerobia e inmóvil. Tiene un tamaño de 0,9-1,3 μm de diámetro, con forma de coco. Forma colonias circulares, lisas opacas y de color amarillo claro en agar R2A. También crece en agar ISP2, TSA y LB. Temperatura de crecimiento entre 8-35 °C, óptima de 28-30 °C. Catalasa positiva y oxidasa negativa. Tiene un contenido de G+C de 72,1%. Se ha aislado del suelo en la rizosfera de la planta Reaumuria en el desierto de Taklamakán, China. 